# Clovis (Nouveau-Mexique)
Pour les articles homonymes, voir Clovis (homonymie).
La ville de Clovis est le siège du comté de Curry, situé dans l’État du Nouveau-Mexique, aux États-Unis. Sa population s’élevait à 37 775 habitants lors du recensement de 2010, estimée à 39 373 habitants en 2016.

## Histoire
Simple halte créée en 1906 sur la ligne de chemin de fer d'Atchison, Topeka et Santa Fe, Riley's Switch aurait été renommée Clovis par le chef de gare sur la pr0position de sa fille qui étudiait ce roi des Francs à l'école. La ville compte près de 40 000 habitants aujourd'hui.
Dans les années 1920-1930, on y découvrit des restes préhistoriques de ce que l'on allait nommer la culture Clovis. Son intérêt particulier (on a longtemps cru qu'il s'agissait des plus anciens Paléoaméricains) va entraîner un certain développement touristique mais l'économie repose essentiellement sur l'agriculture, l'industrie agro-alimentaire et la base aérienne de Cannon toute proche.
Le musicien Norman Petty, natif de Clovis, y avait installé son studio d'enregistrement. Buddy Holly y enregistra des maquettes.